# Yeray Ortega
Yeray Ortega Guarda (Las Palmas de Gran Canaria, 14 de julio de 1979) es un exfutbolista español.

## Trayectoria
Yeray, comenzó su carrera en el Universidad de Las Palmas de Gran Canaria CF en su ciudad natal, en el que estuvo desde el año 1999 hasta el año 2001. Posteriormente estuvo en el Real Club Celta de Vigo "B" en el 2001. El año 2002 firma por el SD Eibar y en el 2003 vuelve al equipo que le vio debutar el Universidad de Las Palmas de Gran Canaria CF. En la temporada 2003-2004, ficha por el Deportivo de La Coruña. En el año 2004 al 2006, estuvo defendiendo la camiseta del Real Oviedo, para después subir con el conjunto azul a Segunda División B, luego en el año 2006 al 2008 jugó en el UD Lanzarote, un año más tarde en la temporada 2008-2009 juega en el UD Villa de Santa Brígida.
En el 2009 ficha por el SV Ried de Austria, y en el mismo año vuelve a España fichando por la UD Vecindario. En enero de 2011 ficha por el SC Rheindorf Altach de Austria que juega en la Erste Liga, segunda división del fútbol austriaco. quedando a las puertas del ascenso a primera división. Para la temporada 2011-2012, Yeray regresa a la UD Vecindario, convirtiéndose en el primer refuerzo del equipo de Santa Lucía de Tirajana, de cara a la nueva temporada.

## Clubes
| Club                                         | País    | Año         | Parts. | Goles |
| -------------------------------------------- | ------- | ----------- | ------ | ----- |
| Universidad de Las Palmas de Gran Canaria CF | España  | 1998–2001   | 40     | 5     |
| SD Eibar                                     | España  | 2001-2002   | 7      | 0     |
| Celta de Vigo B                              | España  | 2001-2002   | 9      | 0     |
| Universidad de Las Palmas de Gran Canaria CF | España  | 2002–2003   | 5      | 1     |
| UD Pájara Playas de Jandía                   | España  | 2003–2004   | 32     | 5     |
| Real Oviedo                                  | España  | 2004–2006   | 43     | 1     |
| UD Lanzarote                                 | España  | 2006–2008   | 66     | 11    |
| UD Villa de Santa Brígida                    | España  | 2008–2009   | 20     | 4     |
| SV Ried                                      | Austria | 2009        | 10     | 1     |
| UD Vecindario                                | España  | 2009 - 2011 | 48     | 16    |
| SC Rheindorf Altach                          | Austria | 2010 - 2011 |        |       |
| UD Vecindario                                | España  | 2011 - 2012 | 35     | 14    |
| UD Villa de Santa Brígida                    | España  | 2012 - 2017 |        |       |

## Palmarés

### Campeonatos nacionales
| Título                    | Club                    | País   | Año       |
| ------------------------- | ----------------------- | ------ | --------- |
| Tercera División Grupo II | Real Oviedo             | España | 2003-2004 |
| Copa Federación           | R. C. Celta de Vigo "B" | España | 2002      |
| Segunda División B        | Universidad Las Palmas  | España | 1999-2000 |